# Catedral de San Juan Gualberto (Johnstown)
La Catedral de San Juan Gualberto  (en inglés: Cathedral of Saint John Gualbert) es la co-catedral de la diócesis católica de Altoona-Johnstown, ubicada en Johnstown, Pensilvania al norte de Estados Unidos. También es un edificio destacado que contribuye en el Centro Histórico del Distrito Johnstown en el registro nacional de lugares históricos.
La construcción de la iglesia comenzó el 7 de agosto de 1895,  y se completó a un costo de $ 75.000.  La primera piedra fue colocada el 13 de octubre de 1895. 
La catedral se extiende por 66 pies (20 m) de ancho en la calle Clinton y 124 pies (38 m) de longitud en la calle Locust, y el cuerpo principal de la iglesia es de 47 pies (14 m) de altura.

## Véase también

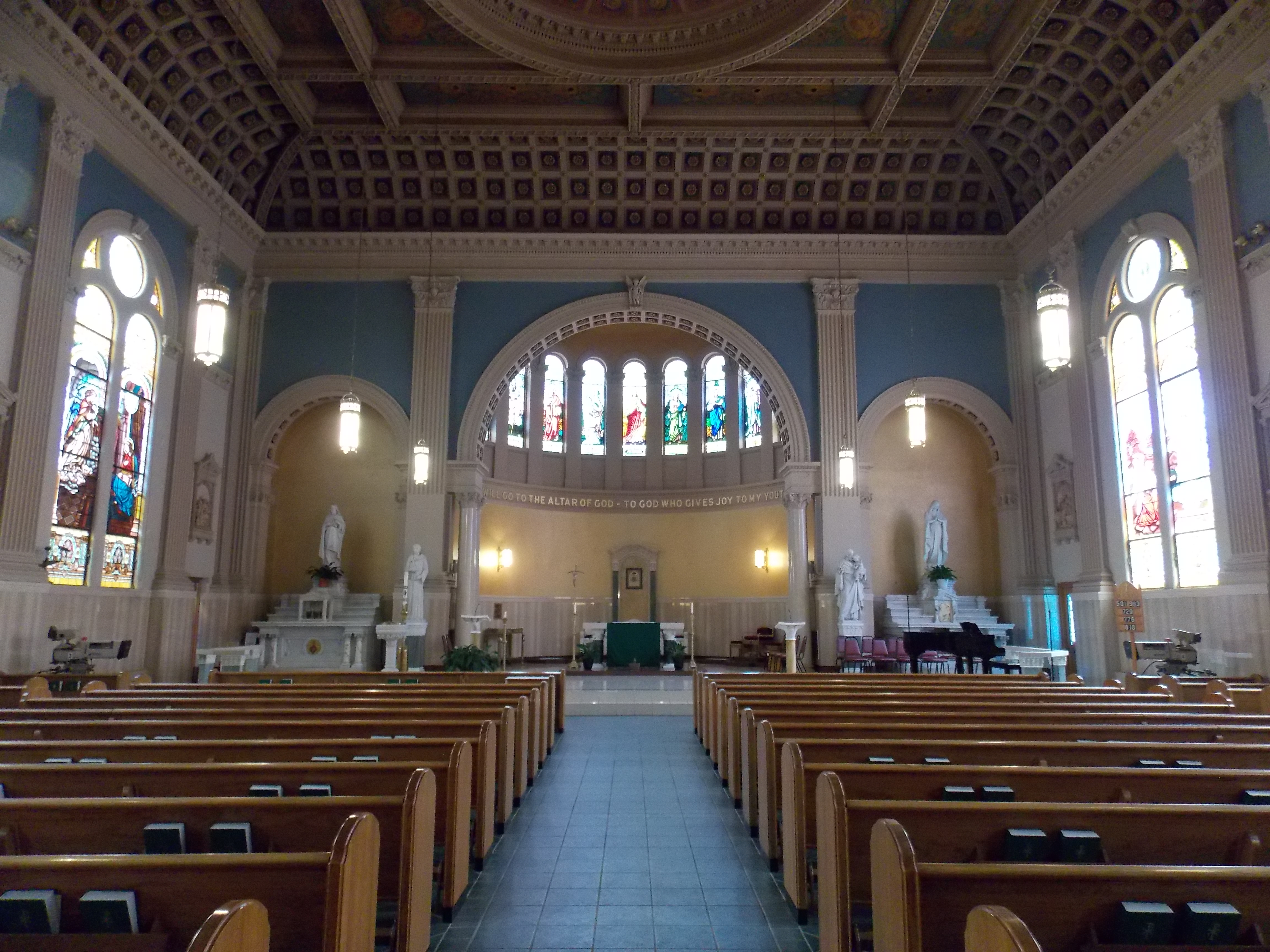
Vista interna